# Château d'Yvoire
Le château d'Yvoire est un ancien château fort, du XIIIe siècle, centre de la seigneurie d'Yvoire érigée en baronnie, qui se dresse sur la commune d'Yvoire (Haute-Savoie, région Auvergne-Rhône-Alpes).

## Situation
Le château d'Yvoire est situé dans le département français de la Haute-Savoie sur la commune d'Yvoire, au bord du Léman.
Le bourg s'est développé sur un promontoire qui s'enfonce dans le lac, marquant la limite entre le petit lac et le grand lac. Cette position stratégique, tant du point de vue commercial que militaire, amène à installer une fortification, en lien avec le rôle important du transport lacustre et la cité de Genève,.
La cité se trouve également aux marges des domaines princiers des Savoie, des Genève et des Faucigny, lui conférant un rôle sur cette rive gauche du lac. 

## Historique

### Période médiévale
L'édification du château est estimée au début du XIIIe siècle. Les premiers seigneurs appartiennent à la famille de Compey, vassaux des comtes de Genève. L'un d'eux, en 1289, Anthelme (Anselme, Nanteleme, Nantelin) de Compey rend hommage pour son fief à Béatrice de Faucigny.
La première mention du « domus fortis » date de 1306. Il s'agit de l'acquisition de la seigneurie par le comte de Savoie Amédée V (1249-1323) auprès des enfants d'Anthelme de Compey, le 29 août 1306,,. En échange, les Compey reçoivent entre autres une maison forte à Marin ainsi que la mestralie de Thônon.
Dans le contexte de la longue guerre delphino-savoyarde, le comte de Savoie fait reconstruire le château fort sur l'emplacement de l'ancienne place, en même temps que les fortifications du bourg d'Yvoire,. Il garde cependant le donjon initial. La reconstruction de la fortification prend plusieurs années. La plupart des éléments de la reconstruction sont acheminés par bateau, alors que la guerre se poursuit.  Le bourg est également fortifié. Il obtient d'une charte des franchises de la part du comte Édouard de Savoie, en 1324,.

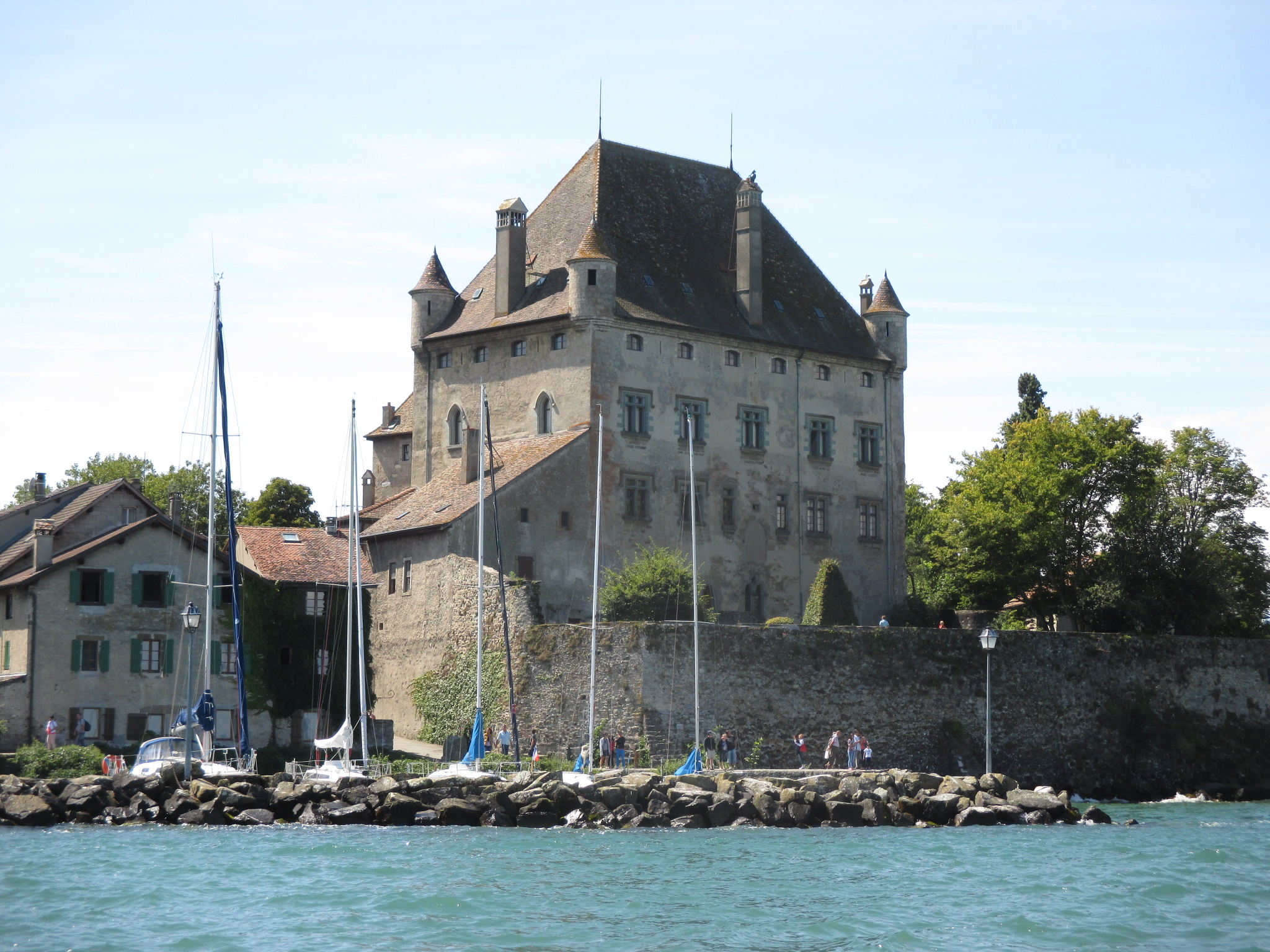
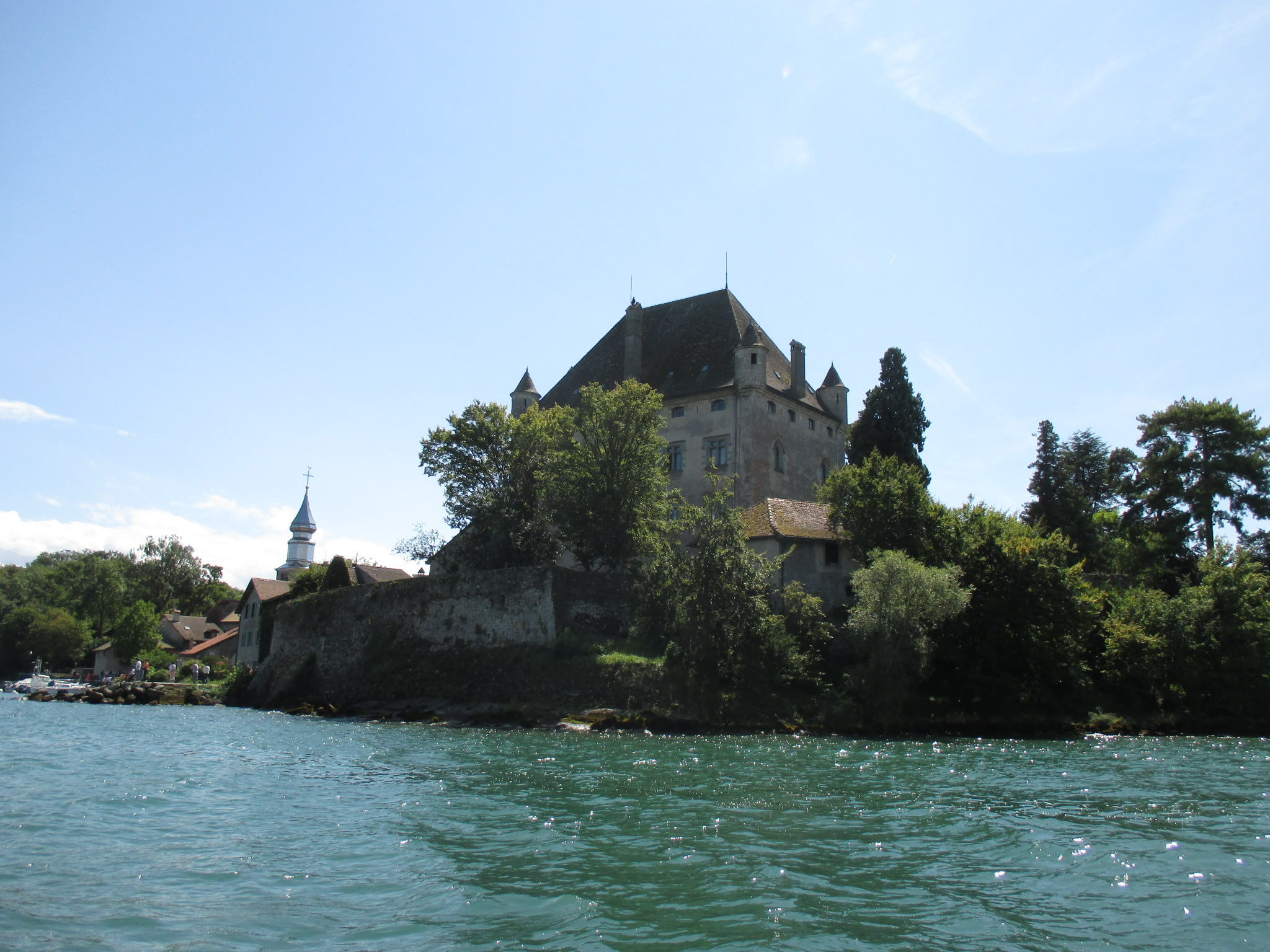

Son positionnement en fait un « point d'appui » pour les opérations militaires dans la région, notamment contre ses voisins le comte de Genève ou le baron de Faucigny. En 1307, le comte Amédée V profite de l'achat de la seigneurie pour assiéger le château faucignerand de Rovorée voisin, qui est pris au cours de l'été et rasé. Le conflit dure jusqu'à l'acquisition du Faucigny en 1355. Le retour à une certaine sérénité dans la région fait perdre au château son rôle stratégique. C'est pourquoi, en 1366, le comte donne le fief à un noble savoyard, Antoine de Miolans d'Urtières,. Par ailleurs, à la suite de la réunion du Faucigny aux États de Savoie, le fief de Rovorée est attaché à la seigneurie d'Yvoire.
Le comté de Genève, dernière principauté rivale de la maison de Savoie dans la région, disparait vers le tout début du XVe siècle. Le rôle militaire d'Yvoire devient moindre.
Dix familles se succèdent à la tête de la seigneurie, à la suite des Miolans. Ainsi par mariage, la seigneurie passe aux Rovorée de 1402 à 1478, puis Poypon de 1478 à 1494. Vers la fin du XVe siècle, un certain Georges d'Antioche, favori de la duchesse Anne de Chypre, en hérite. Elle reste au sein de cette famille de 1494 à 1521.

### Période moderne
Le chevalier Louis de Viry dit Sardet, coseigneur de Viry, l'acquiert de 1521 à 1528, puis la seigneurie passe aux Saint-Jeoire de 1528 à 1594.
Au XVIe siècle, la cité de Genève, passée au protestantisme, se sent menacée par les ducs de Savoie. Berne intervient pour aider la cité de Calvin, la région est occupée. Le port revêt en effet un intérêt stratégique durant le conflit opposant les deux camps autour du Léman, jusqu'à la fin du siècle. Les Bernois prennent le château en 1536. Les Genevois aidés par les Français mettent le siège en 1589. À la suite d'une décision du 27 mars 1592 de la République de Genève, il est décidé d'« abatre et [de] ruyner la muraille qui fait le front costé du lac », par crainte du rôle stratégique de la ville. Il ne reste alors que les fossés et les murs d’enceinte du grand donjon quadrangulaire actuel qui est alors partiellement aménagé pour être rendu habitable.
Les Forestier sont les seigneurs des lieux de 1594 à 1625, avant de céder la place aux Favre de Pérouges de 1627 à 1634, puis aux Fornier de 1632 à 1635. En 1655, Georges Bouvier, un membre de la famille Bouvier, originaire du Bugey et qui s'est implantée dans la région, acquiert la seigneurie. La famille portera le nom de Bouvier d'Yvoire. En 1772, le fief d'Yvoire est érigé en baronnie.

### Période contemporaine
Entre 1926-27 et 1938-1939, Félix Bouvier d’Yvoire entreprend d'importants travaux de restauration du donjon d'origine pour lui donner sa forme actuelle, avec entre autres la reconstruction en 1939 du toit et des quatre échauguettes d’angles. 
La place et une partie des fossés sont remplacées par des jardins.

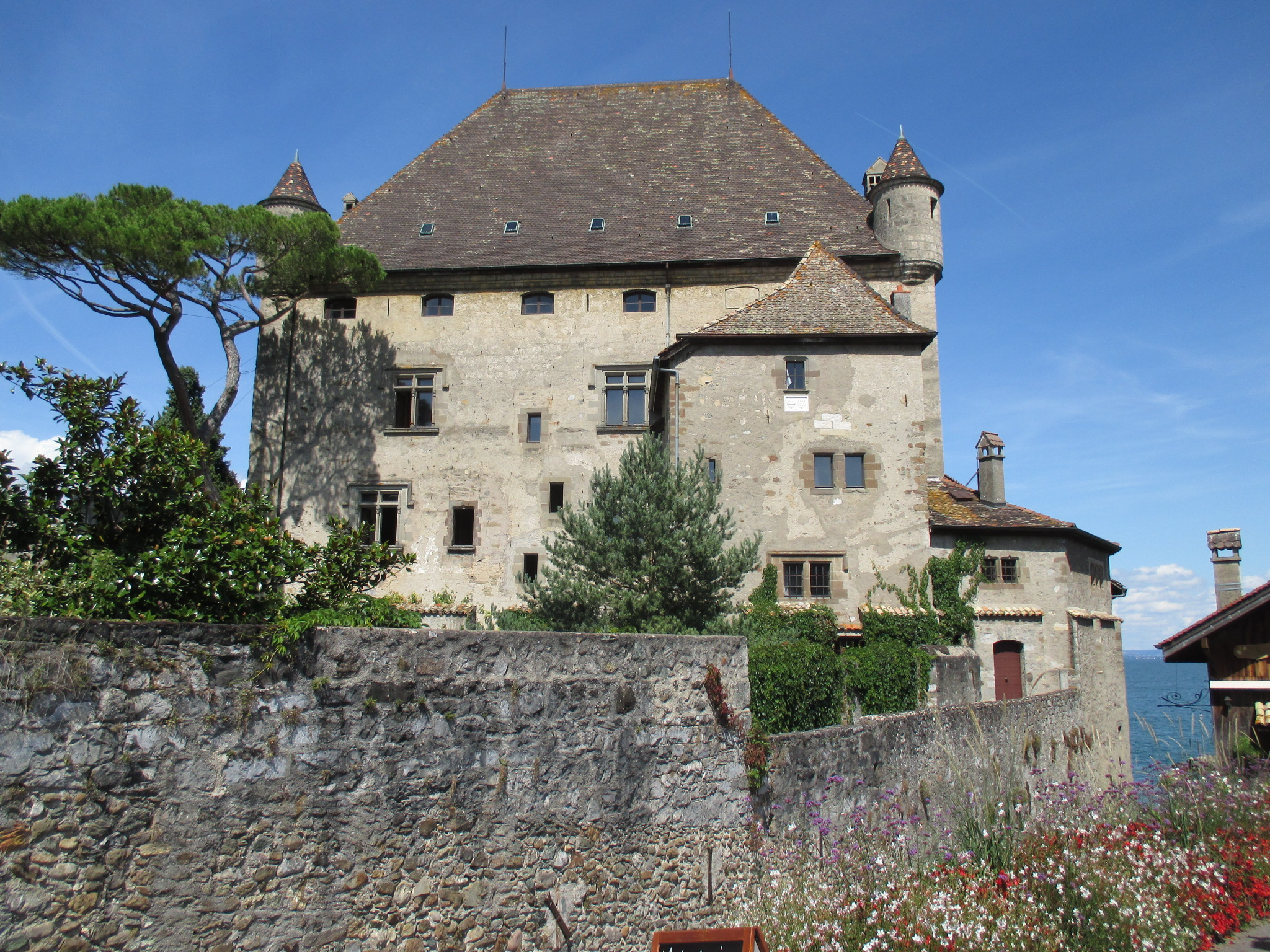
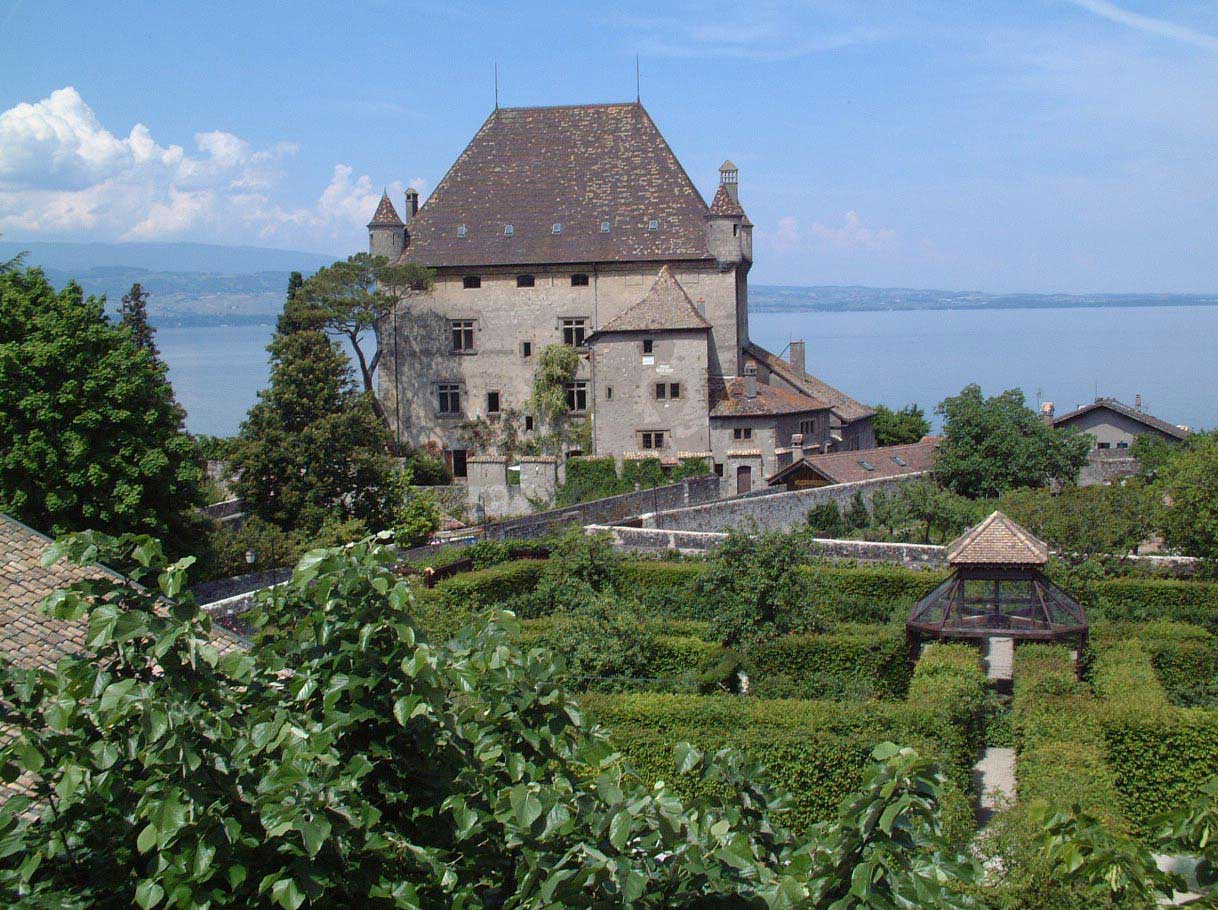
Le Labyrinthe Jardin des Cinq Sens.
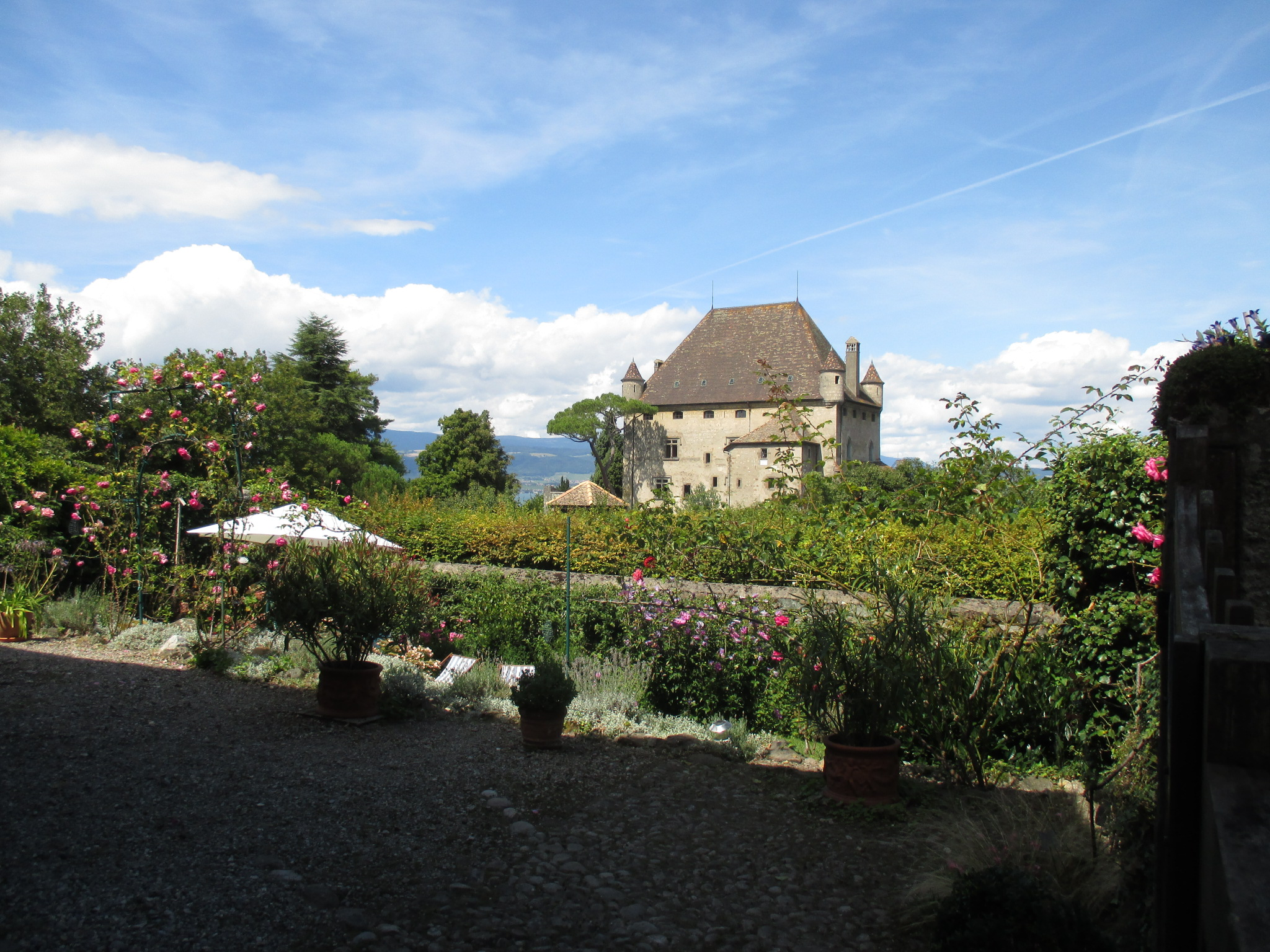

En 1986, Yves et Anne-Monique d'Yvoire font transformer l'ancien jardin potager du château en jardin botanique touristique baptisé « Labyrinthe Jardin des Cinq Sens », classé depuis jardin remarquable.
Avec son bourg médiéval touristique pittoresque, Yvoire fait partie du patrimoine des Pays de Savoie et elle adhère à l’association « Les Plus Beaux Villages de France », depuis 1982.

## Description
Le château d'Yvoire se présente aujourd'hui sous la forme d'une grosse tour quadrangulaire de 26 × 15 mètres de côté et des murs épais de 2,30 mètres.
Selon l'historien Louis Blondel, la tour ne serait pas antérieure au début du XIIIe siècle, date de la mention des seigneurs de Compey à l'origine de la construction. Ce donjon possédait les dimensions qu'on lui connait aujourd'hui, une hauteur 40 mètres, et une base rectangulaire de 26 m sur 14 m, sur quatre niveaux. L'accès se faisait par le premier étage, sur la façade nord de l'édifice. Chaque niveau correspond à une unique salle où l'on observe quatre piliers. Si les étages sont éclairés par des fenêtres à meneau, le rez-de-chaussée était quant à lui agrémenté de meurtrières.
Le haut de la tour est garni d'un toit. Celui-ci est réparé, selon les comptes de châtellenie, au tout début du XIVe siècle. Le sommet était garni de hourds en bois.
Le donjon était entouré d'une enceinte associée à des fossés. Cette protection protège le château et l'isole du bourg d'Yvoire. À l'extrémité des douves, deux ports ont été aménagés. Leur accès était protégé par des chaines, d'une longueur de 26 pieds.

## Châtellenie d'Yvoire
Le château d'Yvoire est le centre d'une châtellenie, dit aussi mandement, au cours du XIVe siècle.
Dans le comté de Savoie, le châtelain est un « [officier], nommé pour une durée définie, révocable et amovible »,. Il est chargé de la gestion de la châtellenie ou mandement, il perçoit les revenus fiscaux du domaine, et il s'occupe de l'entretien du château. Le châtelain est parfois aidé par un receveur des comptes, qui rédige « au net [...] le rapport annuellement rendu par le châtelain ou son lieutenant ».

### Fonds d'archives
- Série : Comptes des châtellenies (1305-1364). Fonds : Comptes de châtellenie et de subsides; Cote : SA 15739-15771. Chambéry : Archives départementales de la Savoie (présentation en ligne).« Châtellenie d'Yvoire »
- Série : Comptes des châtellenies (XIIIe siècle-XVIe siècle). Fonds : Inventaire-Index des comptes de châtellenie et de subsides; Cote : SA. Chambéry : Archives départementales de la Savoie (présentation en ligne).p. 574-576, « Châtellenie d'Yvoire »